# 拟眼斑水龟
拟眼斑水龟（学名：Sacalia pseudocellata）又名擬眼斑龜，为眼斑龟属的爬行动物。在中国大陆，分布于海南等地。该物种的模式产地在海南岛西部。